# فرودگاه آبی لاک-آ-باوس
فرودگاه آبی لاک-آ-باوس  (به انگلیسی: Lac-à-Beauce Water Aerodrome) یک فرودگاه همگانی است که یک باند فرود آب دارد. این فرودگاه در کشور کانادا قرار دارد و در ارتفاع ۲۰۴ متری از سطح دریا واقع شده است.